# Општински збор
Општински збор је био сазвани и конституисани скуп свих гласача једне општине у Кнежевини Србији односно Краљевини Србији.

## Састав
Под гласачима (члановима општине) подразумевали су се сви српски поданици који су били пунолетни, имали право располагања собом и својим имањем (нису били под туторством и старатељством) и редовно плаћали државни порез и општинске прирезе. Активни официри, подофицири и војници нису учествовали у раду збора.
Кворум за рад општинског збора представљала је трећина његових чланова (гласача). Одлуке су се доносиле натполовичном већином. Општинским збором је председавао општински кмет (председник општине, председник општинског суда).

## Делокруг
Према Закону о устројству општина и општинских власти (1866) неки од главних задатака општинског збора били су: бирање општинског кмета и кметовских помоћника у варошима и варошицама, бирање повереника у варошицама и селима, бирање одборника и њихових заменика, давање мишљења о спајању или одвајању општина, решавање о општинском прирезу.
Према Закону о општинама (1902) неки од главних задатака општинског збора били су: бирање председника општинског суда, кметова, одборника и њихових заменика, решавање о општинском прирезу, називу општине, задужењу општине. Општински збор је сазивао општински одбор, надзорна државна власт или општински суд на предлог најмање једне четвртине чланова општинског збора. У општинама које су биле састављене од више села, у сваком селу је постојао сеоски састанак (скуп гласача једног села) који је бирао сеоског кмета. Када се одлучивало о спајању или раздвајању општина конституисани су и заједнички зборови односно засебни зборови.
У Краљевини Срба, Хрвата и Словенаца није постојао јединствен закон о општинама тако да су на снази били „покрајински“ односно предратни закони. Сходно томе, у неким деловима нове државе задржани су општински зборови као непосредно одлучујући органи. У Краљевини Југославији је донесен јединствени Закон о општинама (1933) који је предвидео релативно велике општине са најмање 3.000 становника. Као општински органи власти предвиђени су: општински одбор, општинска управа и председник општине. Укинут је општински збор и сеоски састанак.